# 青銅

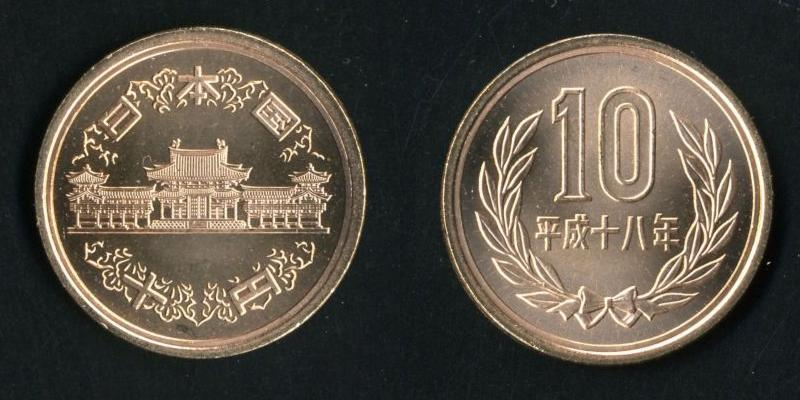
十円硬貨。銅95%、スズ1-2%、亜鉛4-3%の青銅製。

青銅（せいどう、英、仏、独、葡: bronze ブロンズ）とは、銅Cu を主成分としてスズSn を含む合金である。
なお、銅90%／スズ10%の青銅を、特に砲金（gunmetal）と呼ぶ。

## 特徴
一般にいう青銅色は彩度の低い青緑色であるが、本来の青銅は光沢ある金属で、その色は添加物の量によって様々である（例えば黄金色など）。添加する錫の量が少なければ日本の十円硬貨にみられるような純銅に近い赤銅色、多くなると次第に黄色味を増して黄金色となり、ある一定量以上の添加では白銀色となる。そのため、古代の銅鏡は錫の添加量の多い白銀色の青銅を素材とするものが多く、日本語の「白銅」の語も元来はその白銀色の青銅を指していた。硬度は錫の添加量が多いほど上がるが、それにともなってもろくもなるので、青銅器時代の青銅製の刀剣は黄金色程度の色彩の青銅が多く使われている。また、中世・近世の銅鏡はもろい白銀色の青銅ではなく強靭な赤銅色の青銅で鋳造し、水銀で磨いたうえでアマルガムを生成させ、鏡面とする方法が主体になっている。
しかし、青銅は大気中で徐々に酸化されて表面に炭酸塩を生じながら緑青となる。そのため、年月を経た青銅器はくすんだ青緑色、つまり前述の青銅色になる。
青銅色の名からも分かるように、青銅といえば緑色と思われがちである。しかし、本来の青銅は前述の通り黄金色や白銀色の金属光沢を呈する。その見た目から、古代において金銀に準じる金属として利用された面があると考えられる。例として、先述のように銅鏡の反射面は白銀色に輝いていたうえ、弥生時代の国産鏡には錫の含有量を下げて黄金色に鋳造し、太陽を模したのではないかと考えられるものがある。
2014年現在では、青銅製の芸術作品の多くはアンモニア塗布などの方法で酸化皮膜を形成して着色されることが多いが、コンスタンティン・ブランクーシのように磨き上げて黄金色の金属光沢の作品仕上げをする芸術家もいる。
一般に銅は採掘可能な量が少なく、硬さと強度では鉄に劣る（沸点と硬度はほぼ比例しているゆえに硬くない）ものの、その一方で加工性に優れ、鉄より錆びにくい。
古代中国では、硬いが脆く展延性に劣る鋳鉄を「悪金」と呼ぶのに対し、加工性と耐久性と実用性のバランスに優れた青銅を「吉金」「美金」と称した。
古代ギリシャ人は、古い時代ほど世界は平和で豊かで、最も古い黄金時代から白銀時代そして青銅時代、英雄の時代、現代に当たる鉄の時代へ推移したという考えを持っていた。オリンピックの表彰メダルもこの伝説にちなんでおり、3位賞の銅メダルは英語でBronze medalと呼ばれるように青銅で作られている場合が多い（純銅や、同じ銅主体の合金でも、銀、亜鉛、ニッケルとの合金の場合もある）。

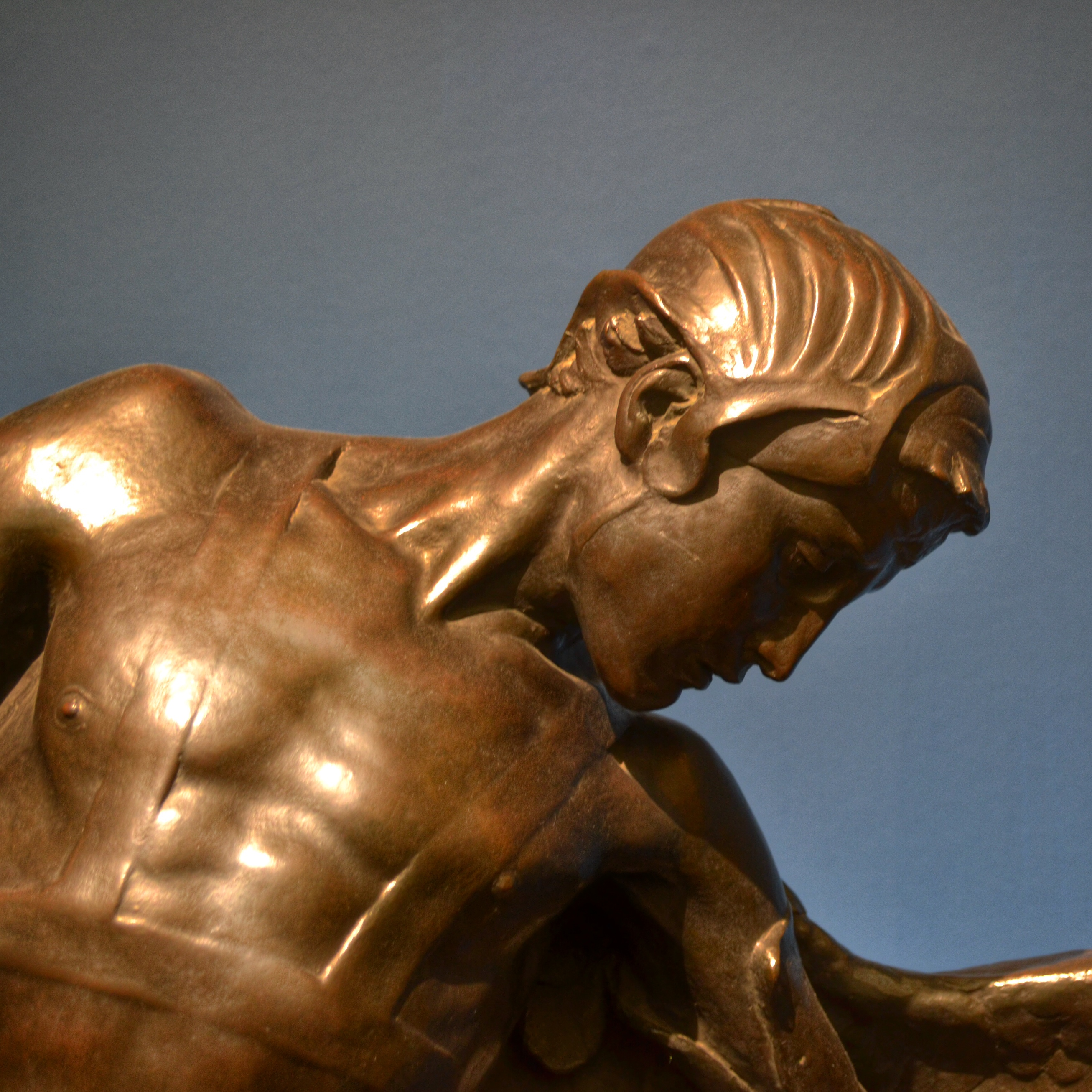
ブロンズ像
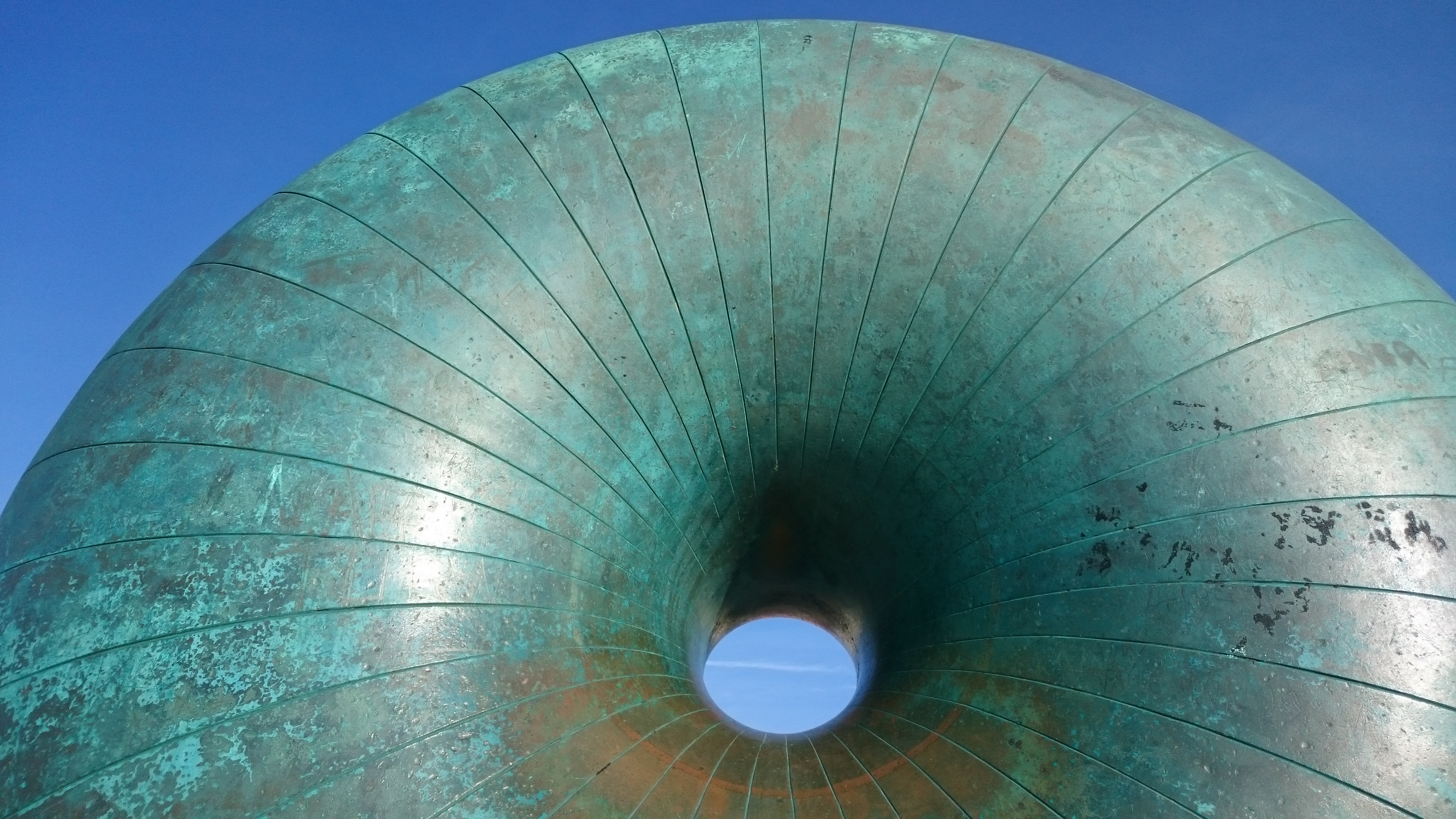
青銅色

## 歴史
銅はスズを混合して青銅とすることで硬くなる。一方で適度な展延性があり、研磨や圧延などの加工ができる。また融点が低く、木炭を使った原始的な炉で熔解し、鋳造することができた。そのため青銅は、古代には斧・剣・銅鐸などに広く使われた。鉄が普及する以前には、もっとも広く利用されていた金属であった（青銅器時代を参照）。
紀元前3000年頃、初期のメソポタミア文明であるシュメール文明で発明された。イラン高原は、銅と錫、燃料の木材が豊富であった。また、多くの銅鉱石は錫を同時に含むので自然に青銅が得られた。この場合、産地によって錫などの配合比が決まっているとともに、錫と同時に添加されることの多い鉛の同位体の比率が産出鉱山ごとに異なるので、分析によりその原産地を推定できる。
より硬く、より安価な鉄の製造技術が確立すると、多くの青銅製品は鉄製品に取って代わられ、青銅器時代から鉄器時代へと移行していった。また、貴金属製品としても金や銀、その合金のほうが主流となった。しかしながら鉄より錆びにくいことから、一部製品には鉄器時代以降も長く使われた。例えば建築物の屋根葺板、あるいは銅像といった用途であり、特に大砲の材料としては19世紀頃まで用いられている。これは大砲のような大型の製品を材質を均一に鉄で鋳造する技術が無かったからであり、青銅を砲金と呼ぶのはこれに由来する。しかし、19世紀以降の製鉄技術の進歩によって、鉄製大砲へ移行することとなる。

### 日本
紀元前4世紀頃、鉄とともに九州へ伝わった。青銅も鉄も最初は輸入されていた。
紀元前1世紀頃、国内での生産が始まった。ちなみに鉄の国内での生産（製鉄）は紀元後5世紀頃だと推測されている。
2世紀には大型銅鐸が作られ、技術は東アジアでもかなり高い水準に達していた。
いずれにせよ、日本の場合は鉄とともに伝来し、実用の道具としては鉄製品が主に用いられたため、青銅製品は祭器が中心であった。
戦国時代後期から江戸時代初期にかけて大砲の技術が伝来し、日本でも青銅砲が製造されることとなる。西洋で青銅砲から鉄製砲に移行した時期は、ちょうど鎖国が破られた時期に該当するため、青銅砲は鎖国下の日本における技術の停滞の象徴的存在となった（鉄製砲を製作するための反射炉が、開国による技術革新の象徴となった）。

## 「青銅」を名称に用いている合金
本来、「青銅」は錫を含む銅合金の意味であるが、これが銅合金として有名であるために、アルミニウム青銅・マンガン青銅・ニッケル青銅・シルジン青銅などでは、「青銅」の語が錫が含まれていることを示すというよりも銅合金一般の代名詞として用いられている。このため、銅と錫からなる通常の意味での青銅を「錫青銅」と呼ぶこともある。同様に今日ベリリウム銅と呼ばれている合金も当初はベリリウム青銅と呼ぶことがあった。なお、リン青銅は錫を含んでおり、すなわち（通常の意味での）青銅にリンを加えた合金である。
一方、近年開発された銅合金の場合は、チタン銅、ジルコニウム銅、クロム銅のように主要合金元素名に銅をつけてよぶようになっている。